# 滿月圓山
滿月圓山位於臺灣新北市三峽區有木里，屬於雪山山脈，為卡保山—樂佩山—北插天山稜線西側的一座山，標高867公尺，但其西北方海拔848公尺的渾圓山頭較為人熟知。山的南、北、西三面皆被大豹溪上游的蚋仔溪主流與支流包圍，邊坡因受大範圍侵蝕作用而容易崩落，加上山頂長期的風化作用，形成山頭狀如滿月的山勢，因而得名。部分山區與鄰近溪谷被規劃為滿月圓森林遊樂區，供一般民眾遊憩。山的西側隔蚋仔溪與啦卡山相望。